# Parascolopsis boesemani
Parascolopsis boesemani là một loài cá biển thuộc chi Parascolopsis trong họ Cá lượng. Loài cá này được mô tả lần đầu tiên vào năm 1981.
Parascolopsis baranesi có khả năng là cùng một loài với P. boesemani.

## Từ nguyên
Từ định danh boesemani được đặt theo tên của Marinus Boeseman, Giám tuyển Ngư học của Bảo tàng Lịch sử Tự nhiên Quốc gia Hà Lan (Leiden), vì những đóng góp của ông cho hệ thống các loài cá.

## Phân bố và môi trường sống
P. boesemani được ghi nhận ở Pakistan và Ấn Độ (bang Goa, bãi ngầm Wadge ở cực nam, thành phố Visakhapatnam). P. boesemani được tìm thấy ở vùng nước sâu (150–300 m).

## Mô tả
Chiều dài cơ thể lớn nhất được ghi nhận ở P. boesemani là 11 cm. Cơ thể màu vàng hồng. Có 3 vạch sọc màu hồng nhạt ở nửa trên của cơ thể. Có 2 sọc lam nhạt ánh cam phía dưới đường bên. Vây lưng màu vàng ánh bạc, có đốm đỏ sẫm giữa các gai thứ 7 và thứ 10. Vây đuôi màu vàng ánh bạc, viền đuôi hồng.
Số gai vây lưng: 10; Số tia vây lưng: 9; Số gai vây hậu môn: 3; Số tia vây hậu môn: 7; Số tia vây ngực: 14; Số gai vây bụng: 1; Số tia vây bụng: 5.

## Sử dụng
P. boesemani chỉ được xem là sản lượng không mong muốn trong nghề đánh bắt thủ công.